# Tosu, Saga

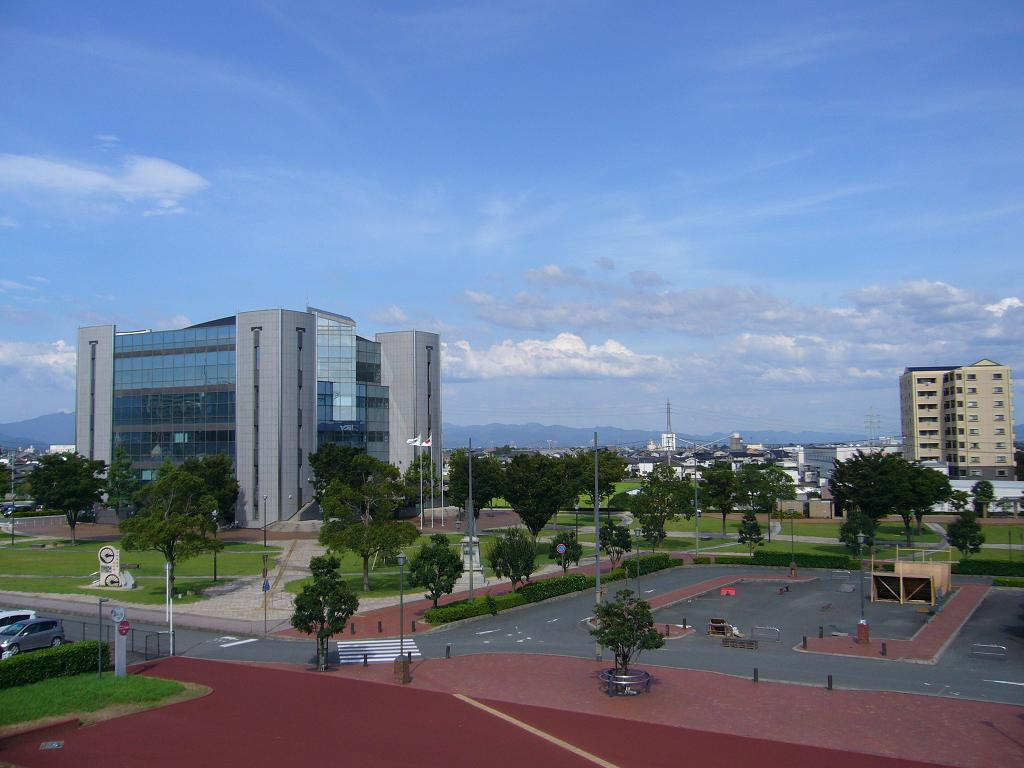

Tosu (鳥栖市 Tosu-shi, Điểu Tê) là một thành phố thuộc tỉnh Saga, Nhật Bản.

## Người nổi tiếng
- Ogata Koichi - vận động viên bóng rổ
- Son Masayoshi - doanh nhân, sáng lập SoftBank